# Sporostigena
Sporostigena is een geslacht van vlinders van de familie spinners (Lasiocampidae).

## Soorten
- S. ninayi (Bethune-Baker, 1916)
- S. trilineata Joicey & Talbot, 1916
- S. uniformis Bethune-Baker, 1904